# Leo Mol

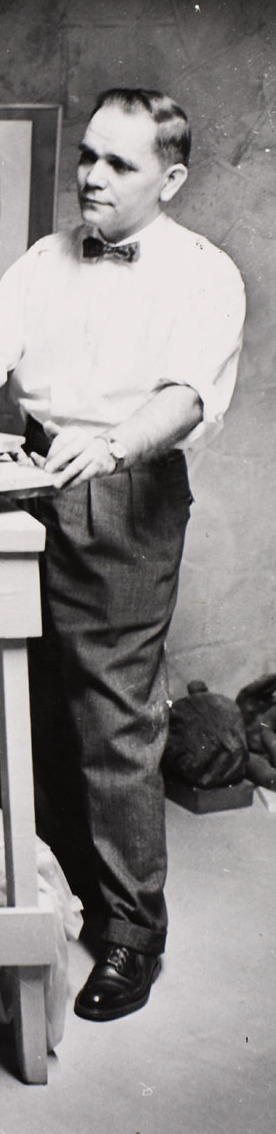
Leo Mol in seinem Studio in Winnipeg

Leo Mol (* 15. Januar 1915 in Polonne; † 4. Juli 2009 in Winnipeg) war ein ukrainisch-kanadischer Glasmaler, Bildhauer und Maler.

## Leben und Werk
Mol wurde als Leonid Molodozhanyn (Леоні́д Молодожа́нин) in Polonne im ukrainischen Teil des Russischen Kaiserreichs als Sohn eines Töpfers geboren. Mit 11 Jahren arbeitete er für seinen Vater in der Töpferei. Im Alter von 15 Jahren ging er nach Wien, um bei Wilhelm Frass Malerei zu studieren. Auf seine Empfehlung wechselte er zu Fritz Klimsch nach Berlin und studierte auf dessen Empfehlung Bildhauerei an der Berliner Akademie der Künste, wo er Arno Breker kennenlernte, der seinen künstlerischen Werdegang prägte. Später studierte er von 1936 bis 1940 an der Akademie der Künste in Leningrad. und dann an der Kunstakademie in Den Haag. Dort lernte er seine Frau Margareth kennen und heiratete sie 1943.
Er und seine Frau wanderten 1948 nach Kanada aus. Er fand Arbeit in Winnipeg, wo er zunächst als Assistent von Yakiw Maydanyk diesen bei der Bemalung und Dekoration von Kircheninnenräumen unterstützte. Später arbeitete er als freier Künstler.
Zu seinen bekanntesten Werken gehören Büsten von John Diefenbaker, Dwight D. Eisenhower, Winston Churchill, Elisabeth II., den Päpsten Johannes XXIII, Paul VI., Johannes Paul I. und des bedeutendsten ukrainischen Dichters Taras Schewtschenko. Neben den Skulpturen entwarf und fertigte er mehr als 90 Buntglasfenster, darunter 30
für die ukrainisch-katholische Kathedrale St. Vladimir und Olga in Winnipeg.

## Leo Mol Sculpture Garden
1992 wurde der 1,2 Hektar große Leo Mol Sculpture Garden im Assiniboine Park in Winnipeg eröffnet in dem mehr als 350 von Mols Werken ausgestellt sind. Der Garten entstand als Spende von Mol an die Gemeinde und enthält vieler seiner Kunstwerke. Der Garten beherbergt auch die Leo Mol Gallery mit weiteren Werken des begabten Künstlers und sein Studio. Neben der Bildhauerei war Mol auch als Maler und Glasmaler aktiv.

## Ehrungen und Auszeichnungen (Auswahl)
- 1989 wurde er zum Officer des Order of Canada ernannt.
- 2000 wurde er mit dem Orden von Manitoba ausgezeichnet.
- Mitglied der Royal Canadian Academy of Arts
- Ihm wurde die Ehrendoktorwürde der University of Winnipeg, der University of Alberta und der University of Manitoba verliehen.